# International Soccer

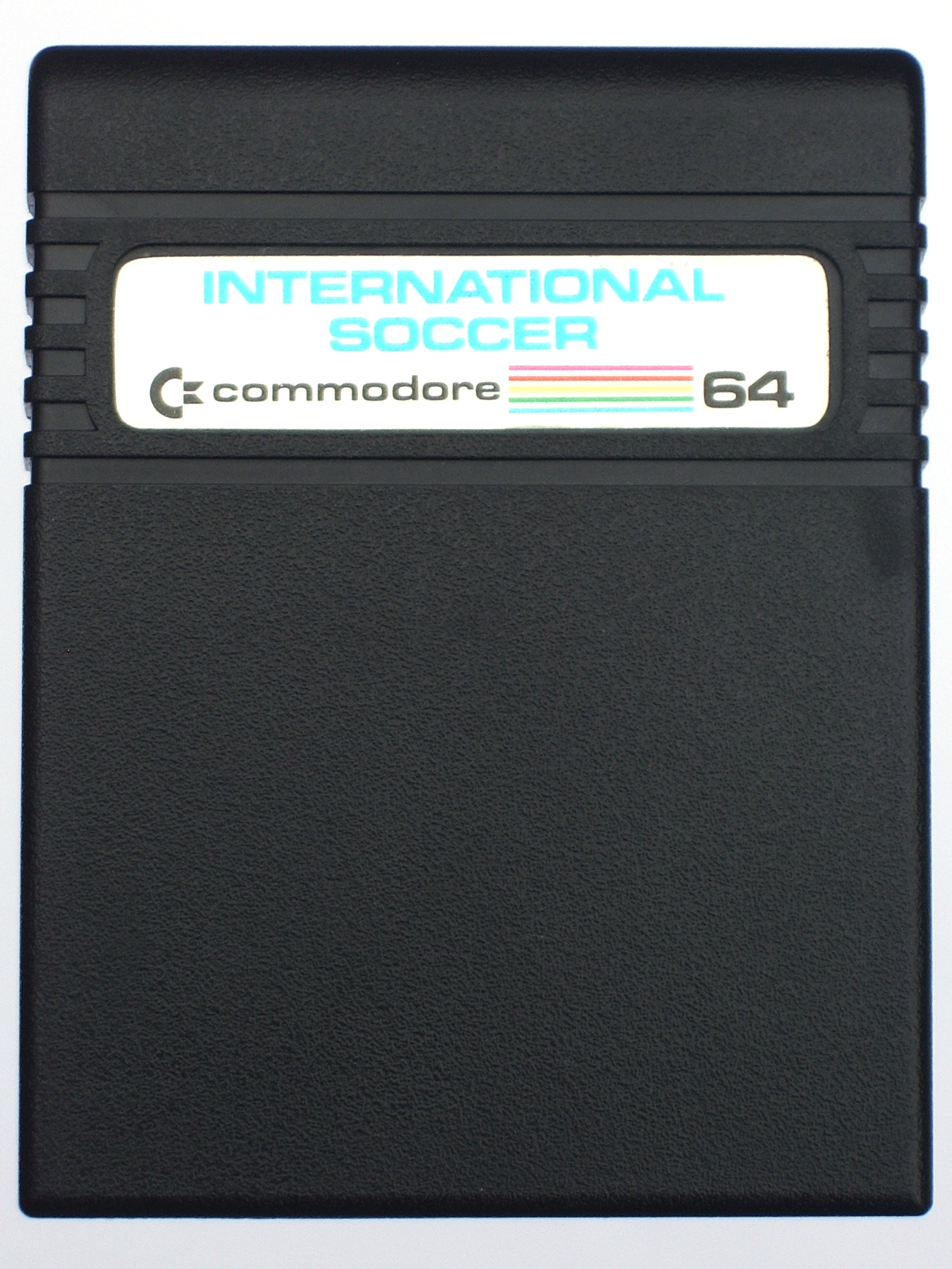
Cartucho do game

International Soccer, também conhecido como Cup Final, é um jogo eletrônico de futebol lançado em 1983 para o Commodore 64. Ele era um dos quatro jogos que eram vendidos conjuntamente com o console.
Desenvolvido por Andrew Spencer, o game inovou em relação aos jogos do gênero ao trazer nove níveis de dificuldade contra o computador e a possibilidade de dois gamers jogarem no mesmo time. Neste jogo, os jogadores tinham traços mais realistas e, ainda que a jogabilidade pareça estranha hoje em dia, era um notável avanço para a época.

## Receptividade
International Soccer foi muito bem recebido à época de seu lançamento, ganhando um "Certificate of Merit", categoria "1984 Best Computer Sports Game", no prêmio "5th annual Arkie Awards".
A revista InfoWorld elogiou o jogo, e especialmente a sua animação, descrevendo-o como uma "mini obra-prima" e "surpreendentemente bom, considerando tratar-se de um jogo do Commodore 64". Já a revista Ahoy! escreveu que International Soccer é "um puro jogo de ação, mas, oh, que ação!", louvando os gráficos e o jogo.